# Автошлях Т 1731
Автошля́х Т 1731( ліквідований) — автомобільний шлях територіального значення у Полтавській області. Проходить територією Чутівського та Карлівського районів проходив через Войнівку — Максимівку — Карлівку. Загальна довжина — 25,8 км.
Зараз має обласне значення та індексацію О-1724343. Маршрут залишився без змін.

## Маршрут
Автошлях проходить через такі населені пункти:
| Автошлях Т 1731    |        |
| Полтавська область |        |
| Чутівський район   |        |
| Войнівка           | E40М03 |
| Смородщина         |        |
| Карлівський район  |        |
| Давидівка          |        |
| Максимівка         |        |
| Карлівка           | Р11    |